# Guillaume Bianchi
Guillaume Bianchi (født 30 juli 1997) er en italiensk fægter, der specialiserer sig i fleuret. Han repræsenterede Italien ved sommer-OL 2024 i Paris, hvor han vandt sølv i holdkonkurrencen.